# Curial (revista)
Curial era una revista literària clandestina en català publicada a la Universitat de Barcelona, que va sorgir al febrer de 1949.

## Estructura
Era una revista ciclostilada, és a dir, produïda mitjançant la tècnica de la serigrafia. Amb un format de 220 x 165 mm, paper de color cru i tinta negra. La revista es publicava íntegrament en català. Els seus creadors foren personatges coneguts per la seva lluita per la cultura i la llengua catalanes. La quantitat de pàgines varia segons el número: començà amb 20 pàgines, el segon comptava amb 16 i el tercer amb 22. A partir del tercer número, el format es normalitza, amb 22 pàgines també, menys el darrer (el sisè), que en tingué 20.
En el tercer número es concreta el format i l'estructura de la revista. En les publicacions anteriors no hi havia portada, ni s'esmentaven els autors i col·laboradors de la revista. És a partir del número del novembre de 1949 que es defineixen aquests aspectes. La portada passa a contenir només el nom de la revista Curial en lletres de mida gran. Seguidament, en la primera pàgina s'exposen qui són els autors de la revista: Joan Ferran Cabestany, Antoni Comas i Pujol, Albert Manent i Segimon, Joaquim Molas i Miquel Porter. Aquests noms se situen a dalt de la pàgina entre dues línies de color negre que ho delimiten. Van tenir col·laboradors del món literari català com: J.V. Foix, Ferran Soldevila i Joan Triadú.
La revista es va tancar per raons governamentals el setembre del 1950. Per això només es varen publicar sis números, d'aparició irregular: entre bimestral i semestral. La raó d'aquest fet pot ser tant la situació política d'aquells anys, a causa de la censura, o per falta de recursos econòmics.

## Contingut
La revista, en la seva primera publicació es presenta com una revista universitària que té l'objectiu d'evitar la vida mecànica i grisa de la majoria d'estudiants de l'època.
L'inici dels dos primers números està destinat a explicar la raó de ser de la revista: objectius, públic, definició, matèria... És una revista universitària cultural, per tant, no tracta temes polítics, que en aquella època estaven tant a flor de pell en la societat. Com escriu en el primer número: «la idea primordial d'aquesta revista és el resultat material de moltes converses tingudes amb uns quants companys». Es plantegen l'objectiu d'evitar la vida mecànica i grisa de la majoria d'estudiants de Barcelona. Lluita contra la intolerància i l'estancament i mostra una clara tendència per als conceptes moderns de l'existència humana. Són molts els errors de les interpretacions modernes de la vida, el que volen és evitar aquests errors que han acabat amb moviments renovadors. Són conscients de la limitació que tenen els joves per la falta d'experiència, però creuen que és bo expressar les seves idees.
En la revista, s'intercalen articles dels autors que produeixen la revista, amb poemes o textos literaris de joves autors, per donar-los a conèixer. És com una plataforma per impulsar nous artistes, nous intel·lectuals, perquè puguin mostrar la seva obra. Els articles dels autors normalment tracten temes d'actualitat, dels quals donen la seva opinió o punt de vista.